# Carl Gustaf Lindgren
Bror Carl Gustaf Lindgren, född 25 december 1888 i Halmstad, död 26 februari 1969 i Stockholm, var en svensk jurist och konstsamlare.

## Biografi
Carl Gustaf Lindgren var son till landskamreraren Johan Gustaf Lindgren (1838–1922) och Ingegerd Sofia Lovisa Bagge af Söderby (1857–1950). Han hade två systrar – Ingegerd Sofia Charlotta (1880–1961) och Ingegerd Benedikta (1883–1922).
Han tog studentexamen 1907 (då kallat mogenhetsexamen) vid Lunds högre allmänna läroverk (nuvarande Katedralskolan). Han studerade vidare i Lund och tog 1921 juristexamen (jur. kand.). 1922 fick han anställning på Kammarkollegium i Stockholm, där han blev registrator 1929. Han var också hovrättsnotarie.
Han förblev ogift och vilar i samma grav som sina föräldrar och en av sina systrar på Norra kyrkogården i Lund.

## Konstsamling
Carl Gustaf Lindgren var en stor samlare av framför allt östasiatisk konst och förvärvade stora delar av sin samling från Japanska Magasinet i Stockholm, där han var stamkund i över 30 år och en så gott som daglig gäst vid lunchtid. l ett mindre rum innanför affären brukade man finna honom i en speciell stol, intagande te och smörgåsar, medan han studerade någon nyss inkommen dyrgrip, som han sällan kunde motstå att reservera för sin samling. Varje månad gick en viss summa av hans anspråkslösa lön från Kammarkollegium till ett stående konto i affären för de östasiatiska förvärven.

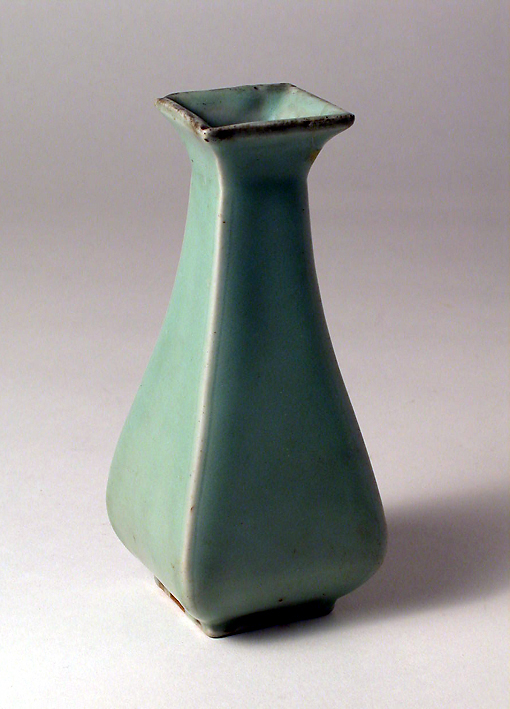
Fyrkantig vas av stengods, glaserad, från Songdynastin (960-1279), insamlad av Carl Gustaf Lindgren, ur Östasiatiska museets samlingar (ingår i utställningen "Mittens Rike").

Hans omfattande konstsamling kom att innehålla inte bara föremål från Kina och Japan, utan även från Indien, Tibet, Nepal, Thailand och Persien. En speciell kärlek hyste han för konstverk med djurframställningar och kinesiska gravfigurer i form av lerdockor. Vid hans död 1969 testamenterades föremålen till bland andra Kulturen i Lund och Östasiatiska museet i Stockholm. Han hade även i sin ägo ett 50-tal målningar och teckningar av den svenske konstnären Carl Fredrik Hill, som även dessa testamenterades till Kulturen i Lund.